# Eighth Blackbird
Eighth Blackbird (stilizzato come eighth blackbird fino ad aprile 2016) è un sestetto di musica contemporanea americana con sede a Chicago, Illinois, Stati Uniti e composto da flauto, clarinetto, pianoforte, percussioni, violino e violoncello (Gruppo Pierrot con percussioni). Il loro nome deriva dall'ottava stanza del poema di Wallace Stevens Thirteen Ways of Looking at a Blackbird (Tredici modi di Guardare un merlo).

## Storia
L'Eighth Blackbird si formò originariamente all'Oberlin Conservatory of Music, mentre i membri partecipavano al Contemporary Music Ensemble della scuola diretto da Tim Weiss. A Weiss viene costantemente riconosciuto dai membri del gruppo di avere aiutato a formare il gruppo stesso e di averli incoraggiati a memorizzare e coreografare i propri spettacoli. Nel 1996 il gruppo vinse la Competizione Fischoff National Chamber Music, un prestigioso riconoscimento assegnato ogni anno ai migliori complessi da camera degli Stati Uniti. Due anni dopo, mentre i membri studiavano insieme all'università di Cincinnati College-Conservatory of Music, il successo al concorso Concert Artists Guild portò al primo contratto di gestione dell'ensemble. Da allora il gruppo ha continuato a vincere molti premi ed è stato regolarmente salutato dai principali critici come il sentiero verso la musica classica nel ventunesimo secolo.
I membri dell'Eighth Blackbird hanno conseguito una laurea in musica nelle principali scuole di musica degli Stati Uniti, tra le quali l'Oberlin Conservatory, l'University of Cincinnati College-Conservatory of Music, la Juilliard School, la Northwestern University e il Curtis Institute of Music. I membri attuali del gruppo comprendono Yvonne Lam, violino/viola; Nicholas Photinos, violoncello; Nathalie Joachim, flauti; Michael Maccaferri, clarinetti; Lisa Kaplan, pianoforte e Matthew Duvall, percussioni. Quattro dei sei membri del gruppo sono membri fondatori; Joachim ha sostituito il flautista Tim Munro nel 2015, che ha sostituito il flautista originale della formazione, Molly Barth, nel 2006 e la Lam ha sostituito il violinista e violista Matt Albert nel 2011.

## Collaborazioni
Dal 2012 al 2015 il gruppo ha lavorato come gruppo residente presso il prestigioso Curtis Institute of Music di Filadelfia. Inoltre il gruppo ha diretto residenze di breve durata presso il Conservatorio di musica e danza UMKC (dove era il Barr Institute Ensemble Laureate), la Colburn School, l'Università del Michigan, l'Oberlin College, la Southern Methodist University, l'Università Rice e l'Interlochen Arts Academy. Il gruppo è attualmente impegnato come artista residente al Museum of Contemporary Art di Chicago, provando e conducendo attività quotidiane nelle gallerie al terzo piano.
Una relazione continua con la Cedille Records di Chicago ha prodotto sei registrazioni, tutte accolte con favore dalla critica. Tre di queste registrazioni hanno vinto premi Grammy: strange imaginary animals del 2006 ha vinto due Grammy Awards nel 2008, incluso il premio per la migliore esecuzione di musica da camera. Lonely Motel: Music from Slide ha vinto nel 2009 e presenta brani tratti dalla musica e dal lavoro teatrale Slide, una collaborazione tra gli Eighth Blackbird, il compositore Steve Mackey e il cantante, attore e librettista Rinde Eckert. Meanwhile, un album con l'omonimo brano di Stephen Hartke ha vinto un Grammy nel 2011.
Sin dalla sua fondazione nel 1996, gli Eighth Blackbird sono stati attivi nella realizzazione di nuovi lavori di compositori come Steve Reich, David Lang, George Perle, Frederic Rzewski, Joseph Schwantner, Paul Moravec e Stephen Hartke, nonché opere di Jennifer Higdon, Derek Bermel, Nico Muhly, Bryce Dessner, David Little, Daniel Kellogg, Carlos Sanchez-Gutierrez e il Minimum Security Composers Collective. Il gruppo ha ricevuto la prima commissione BMI/Boudleaux Bryant Fund e l'American Music Center Trailblazer Award del 2007 ed ha ricevuto sovvenzioni da BMI, Meet the Composer, Greenwall Foundation e Chamber Music America.
Nel giugno 2009 il gruppo Eighth Blackbird è stato direttore musicale dell'Ojai Music Festival nel sud della California. Nel febbraio 2011 l'Eighth Blackbird ha curato il Tune-In Music Festival presso il Park Avenue Armory di New York City. Il gruppo ha ideato un programma incentrato sulla controversa affermazione di Igor Stravinsky secondo cui la musica era, "essenzialmente incapace di esprimere qualsiasi cosa" e culminato nella prima al coperto del monumentale lavoro per percussioni di John Luther Adams, Inuksuit. Nel 2012 il gruppo ha anche sviluppato il Metropolis New Music Festival a Melbourne, in Australia, con Steve Reich come compositore in residenza. Dimostrando il suo talento nel combinare elementi musicali e teatrali nelle sue esibizioni, l'Eighth Blackbird ha anche creato un'originale scenografia in stile cabaret-opera di Pierrot Lunaire, opera fondamentale di Arnold Schönberg, che il gruppo esegue interamente a memoria e un'opera teatrale lunga tutta una serata che Amy Beth Kirsten ha intitolato Colombine's Paradise Theatre.

## Registrazioni
- 1999 – Eighth Blackbird, Round Nut Tool, CD, Eighth Blackbird
- 2003 – Eighth Blackbird, Thirteen Ways, CD, Cedille Records
- 2004 – Eighth Blackbird, Beginnings, CD, Cedille Records
- 2005 – Eighth Blackbird, fred, CD, Cedille Records, Singoli: "Coming Together"
- 2006 – Eighth Blackbird, strange imaginary animals, CD, Cedille Records
- 2010 – Eighth Blackbird, Double Sextet • 2x5, CD, Nonesuch Records
- 2011 – Eighth Blackbird, On a Wire, CD, ASO Media
- 2011 – Eighth Blackbird, Lonely Motel, CD, Cedille Records
- 2012 – Eighth Blackbird, Meanwhile, CD, Cedille Records
- 2015 – Eighth Blackbird, Filament, CD, Cedille Records
- 2016 – Eighth Blackbird, Hand Eye, CD, Cedille Records, In collaborazione con il collettivo di compositori "Sleeping Giant"